# 伊皮亚乌
伊皮亚乌（葡萄牙語：Ipiaú）是巴西巴伊亚州的一个市镇。总面积286.597平方公里，总人口43723人，人口密度152.6人/平方公里。